# Giro turistico senza guida
Giro turistico senza guida, noto anche con il titolo  Letter from Venice, è un film di Susan Sontag del 1983, episodio della miniserie TV per un viaggio in Italia.

## Trama
L'interazione di una coppia, sul punto di sciogliersi, è rappresentata nel contesto di una Venezia straniante.